# 莎亚南松下体育中心
莎亚南松下体育中心（英語：Shah Alam National Sports Complex Panasonic），又称松下体育馆，位于马来西亚雪兰莪莎阿南，是日本松下集团于1991年为了配合在马来西亚成立25周年而设立的多功能体育场。它也是雪兰莪州最大的综合体育中心，设有体育场、室内竞技场和游泳池。
松下体育中心最初是松下集团为了通过体育和娱乐活动来提高旗下员工的福祉而建造的，并提供室内和室外运动设施。整体建筑采用具有马来西亚特色的开放式概念设计，并成为松下集团在马来西亚最大的私营体育中心，总投资为3400万令吉，1991年10月由马来西亚副首相嘉化·峇峇见证下正式启用。2008年，松下集团将价值5300万令吉的体育中心捐赠给马来西亚青年及体育部。
松下体育中心除了为马来西亚提供校际或国际比赛场地之外，它也兼具加强马来西亚与日本之间的友谊和文化交流。例如2021年举办的马来西亚-日本全明星足球慈善赛，由马来西亚各州足球俱乐部和日裔成员与日本球员的交流会。另外，它也是马来西亚日裔社区举办日本文化节的主要场地，而最大的文化活动是自1977年以来举办的盆舞节，该节目也吸引许多不同国家的游客参与。在Covid-19大流行期间，它也充当雪兰莪疫苗接种计划 (CIVac) 的接种中心之一。

## 结构和设施
松下体育中心提供的户外和户内设施包括： 
- 400米的田径运动跑道
- 2个可容纳2000名观众的迷你足球场
- 1个被运动跑道环绕的足球场
- 2个网球场
- 3个藤球球场
- 2个无挡板球场
- 1个配备奥林匹克规模的游泳池
- 1个儿童游泳池

## 体育赛事
- 2023年美式躲避球亞太邀請賽[9]